# سرك
 سرك، قرية صغيرة تتبع للبلدة المركزية (بالفارسية: بخش مركزى) من توابع مدينة بستك وتقع في محافظة هرمزغان في جنوب إيران.

## وصلات خارجية
- التقسيمات الإدارية لمحافظة هرمزغان